# Campeonato Carioca de Futebol de 2025 - Série C
O Campeonato Carioca da Série C de 2025 é a 5ª edição da quinta divisão do campeonato estadual de futebol profissional do Rio de Janeiro. A competição é organizada pela Federação de Futebol do Estado do Rio de Janeiro (FERJ).

## Formato e regulamento
A competição é disputada por 13 clubes, dividida em três fases: na primeira, chamada de Taça Waldir Amaral, todas as associações integram um único grupo e jogam entre si por 13 rodadas em turno único, com um clube ficando de folga a cada rodada. Os quatro melhores colocados se classificam para a segunda etapa do campeonato, a semifinal. Os vencedores de cada uma das semifinais avançam para a última fase, a final, que decidirá o campeão. Ambos os finalistas da Série C serão promovidos à Série B2 de 2025.

### Critérios de desempate
Estes são os critérios de desempate:
1. Maior número de vitórias durante a fase de grupos;
2. Maior saldo de gols durante a fase de grupos;
3. Maior número de gols pró durante a fase de grupos;
4. Confronto direto (somente caso o desempate seja entre dois clubes);
5. Menor número de cartões amarelos;
6. Sorteio público na sede da FERJ.

## Participantes
| Equipe         | Cidade             | Em 2024   | Estádio         | Capacidade | Títulos        |
| -------------- | ------------------ | --------- | --------------- | ---------- | -------------- |
| Angra dos Reis | Angra dos Reis     | Estreante | Jair Carneiro   | 1 000      | 0 (não possui) |
| Barcelona-RJ   | Rio de Janeiro     | Estreante | Barcelona       | 5 000      | 0 (não possui) |
| Búzios         | Armação dos Búzios | Estreante | Municipal       | 500        | 0 (não possui) |
| CAAC Brasil    | Rio de Janeiro     | 9º        | Joaquim Flores  | 5 000      | 0 (não possui) |
| Duque Caxiense | Duque de Caxias    | Estreante | Vila Olímpica   | 2 000      | 0 (não possui) |
| EC Resende     | Resende            | 5º        | Marrentão       | 3 334      | 0 (não possui) |
| Juventus       | Rio de Janeiro     | Estreante | João Francisco  | 3 000      | 0 (não possui) |
| Mesquita       | Mesquita           | Estreante | Louzadão        | 6 000      | 0 (não possui) |
| Paraty         | Paraty             | 10º       | Jair Carneiro   | 500        | 0 (não possui) |
| Riostrense     | Rio das Ostras     | 8º        | Glauco Carvalho | 5 000      | 0 (não possui) |
| Santa Cruz-RJ  | Rio de Janeiro     | 7º        | Marrentão       | 3 334      | 0 (não possui) |
| União Central  | Rio de Janeiro     | 6º        | Nélio Gomes     | 5 000      | 0 (não possui) |
| Vera Cruz      | Petrópolis         | 3º        | Atilio Marotti  | 8 500      | 0 (não possui) |

## Taça Waldir Amaral

### Classificação
| Pos | Equipe         | Pts | J  | V | E | D  | GP | GC | SG  | Classificação ou descenso                     |
| --- | -------------- | --- | -- | - | - | -- | -- | -- | --- | --------------------------------------------- |
| 1   | Paraty         | 28  | 12 | 9 | 1 | 2  | 33 | 11 | +22 | Campeão da Taça Waldir Amaral e classificado  |
| 2   | Santa Cruz-RJ  | 27  | 12 | 8 | 3 | 1  | 39 | 14 | +25 | Classificado para as semifinais do campeonato |
| 3   | Riostrense     | 26  | 12 | 8 | 2 | 2  | 29 | 11 | +18 | Classificado para as semifinais do campeonato |
| 4   | União Central  | 24  | 12 | 7 | 3 | 2  | 34 | 18 | +16 | Classificado para as semifinais do campeonato |
| 5   | Juventus       | 24  | 12 | 7 | 3 | 2  | 24 | 9  | +15 |                                               |
| 6   | Vera Cruz      | 20  | 12 | 6 | 2 | 4  | 18 | 11 | +7  |                                               |
| 7   | Angra dos Reis | 19  | 12 | 6 | 1 | 5  | 24 | 21 | +3  |                                               |
| 8   | EC Resende     | 15  | 12 | 5 | 0 | 7  | 15 | 24 | −9  |                                               |
| 9   | Búzios         | 12  | 12 | 4 | 0 | 8  | 16 | 33 | −17 |                                               |
| 10  | Duque Caxiense | 10  | 12 | 3 | 1 | 8  | 15 | 19 | −4  |                                               |
| 11  | CAAC Brasil    | 9   | 12 | 3 | 0 | 9  | 10 | 35 | −25 |                                               |
| 12  | Mesquita       | 7   | 12 | 2 | 1 | 9  | 8  | 28 | −20 |                                               |
| 13  | Barcelona-RJ   | 4   | 12 | 1 | 1 | 10 | 5  | 36 | −31 |                                               |

### Premiação
| Taça Waldir Amaral de 2025  |
| Border                      |
| --------------------------- |
| Paraty Campeão (1.º título) |

### Confrontos
| Mandante \ Visitante | ADR | BAR | BUZ | CAAC | DCX | ECR | JUV | MES | PAR | RIO | SCR  | UNI | VER |
| -------------------- | --- | --- | --- | ---- | --- | --- | --- | --- | --- | --- | ---- | --- | --- |
| Angra dos Reis       | —   | 3–2 | —   | —    | —   | 0–1 | 1–1 | 3–0 | 1–4 | —   | 3–2  | —   | —   |
| Barcelona-RJ         | —   | —   | —   | —    | —   | 0–3 | 0–3 | 0–0 | 1–2 | 1–0 | 0–10 | —   | —   |
| Búzios               | 1–3 | 2–1 | —   | 2–0  | 2–5 | —   | —   | —   | —   | —   | —    | 1–7 | 1–0 |
| CAAC Brasil          | 0–4 | 3–0 | —   | —    | —   | 3–0 | 0–4 | —   | 0–5 | —   | —    | —   | 0–2 |
| Duque Caxiense       | 1–2 | 3–0 | —   | 3–0  | —   | —   | —   | —   | 0–1 | —   | —    | 0–3 | 1–1 |
| EC Resende           | —   | —   | 3–2 | —    | 2–1 | —   | 0–3 | 0–2 | —   | 1–2 | 0–3  | —   | —   |
| Juventus             | —   | —   | 2–0 | —    | 2–0 | —   | —   | 3–0 | —   | 1–1 | 1–2  | 2–2 | —   |
| Mesquita             | —   | —   | 0–3 | 0–3  | 2–1 | —   | —   | —   | —   | 0–3 | —    | 2–3 | 0–3 |
| Paraty               | —   | —   | 5–0 | —    | —   | 4–1 | 0–1 | 3–2 | —   | 1–2 | 3–3  | —   | —   |
| Riostrense           | 2–1 | —   | 4–0 | 6–1  | 2–0 | —   | —   | —   | —   | —   | —    | 1–1 | 3–0 |
| Santa Cruz-RJ        | —   | —   | 3–2 | 4–0  | 2–0 | —   | —   | 3–0 | —   | 4–3 | —    | 1–1 | —   |
| União Central        | 4–2 | 3–0 | —   | 5–0  | —   | 4–3 | —   | —   | 0–4 | —   | —    | —   | 1–2 |
| Vera Cruz            | 3–1 | 4–0 | —   | —    | —   | 0–1 | 2–1 | —   | 0–1 | —   | 1–1  | —   | —   |

Notas:
1. 1 2 3 4  O Mesquita foi expulso do campeonato pelo não pagamento das despesas obrigatórias relacionadas, o que resultou em vitória por W.O. para o Angra dos Reis, Vera Cruz, Santa Cruz-RJ e CAAC Brasil.
2. 1 2 3  O Barcelona-RJ foi excluído da competição pela FERJ por conta de suspeitas envolvendo a manipulação de apostas esportivas em duas partidas da competição: no 10 a 0 contra o Santa Cruz-RJ e no 4 a 0 contra o Vera Cruz, o que resultou em vitória por W.O. para o Juventus, União Central e EC Resende.
3. ↑  O Barcelona-RJ foi punido com uma suspensão pelo não pagamento das despesas obrigatórias relacionadas a partida contra o Santa Cruz-RJ, resultando em derrota por W.O. para o CAAC Brasil.
4. ↑  O EC Resende foi suspenso pela FERJ devido ao não pagamento das despesas obrigatórias relacionadas a uma partida anterior, resultando em derrota por W.O. para o CAAC Brasil.
5. ↑  O Barcelona-RJ não compareceu à partida de estreia contra o Duque Caxiense devido a problemas financeiros e administrativos, resultando em derrota por W.O.
6. ↑  A suspensão do EC Resende foi prorrogada pela FERJ, levando a mais uma derrota por W.O., desta vez para a Juventus.
7. ↑  O Mesquita sofreu um "transfer ban" às vésperas do início da competição, o que impediu a inscrição de seus atletas e culminou na derrota por W.O. para a Juventus.
8. ↑  O Mesquita foi novamente punido com uma suspensão pelo não pagamento das despesas obrigatórias relacionadas a uma partida anterior, resultando em derrota por W.O. para o Búzios.
9. ↑  A partida não foi realizada devido à ausência de equipe médica por parte do Mesquita, o que resultou em vitória por W.O. para o Riostrense.

## Fase final
Em itálico, as equipes que jogarão a segunda partida como mandante e/ou pelo empate por ter melhor campanha e em negrito as equipes vencedoras das partidas. Na final, não há vantagem de empate para nenhuma equipe.
|  | Semifinais    | Semifinais | Semifinais | Semifinais |  |  | Final | Final | Final | Final |
|  |               |            |            |            |  |  |       |       |       |       |
|  | Paraty        |            |            |            |  |  |       |       |       |       |
|  | União Central |            |            |            |  |  |       |       |       |       |
|  |               | A definir  |            |            |  |  |       |       |       |       |
|  |               |            |            |            |  |  |       |       |       |       |
|  |               | A definir  |            |            |  |  |       |       |       |       |
|  | Santa Cruz-RJ |            |            |            |  |  |       |       |       |       |
|  |               |            |            |            |  |  |       |       |       |       |
|  | Riostrense    |            |            |            |  |  |       |       |       |       |

### Semifinais
Fonte: 
Ida
| 17 de agosto | União Central | – | Paraty | Estádio Nélio Gomes, Belford Roxo |
| 14:45        |               |   |        |                                   |

| 17 de agosto | Riostrense | – | Santa Cruz-RJ | Estádio Leônidas da Silva, Rio de Janeiro |
| 14:45        |            |   |               |                                           |

Volta
| 21 de agosto | Paraty | – | União Central | Estádio Nélio Gomes, Belford Roxo |
| 14:45        |        |   |               |                                   |

| 21 de agosto | Santa Cruz-RJ | – | Riostrense | Estádio da Rua Bariri, Rio de Janeiro |
| 14:45        |               |   |            |                                       |

### Premiação
| Campeonato Carioca de 2025 - Série C |
| Border                               |
| ------------------------------------ |
| A definir Campeão (?.º título)       |